# Kapucijnenkerk (Oostende)

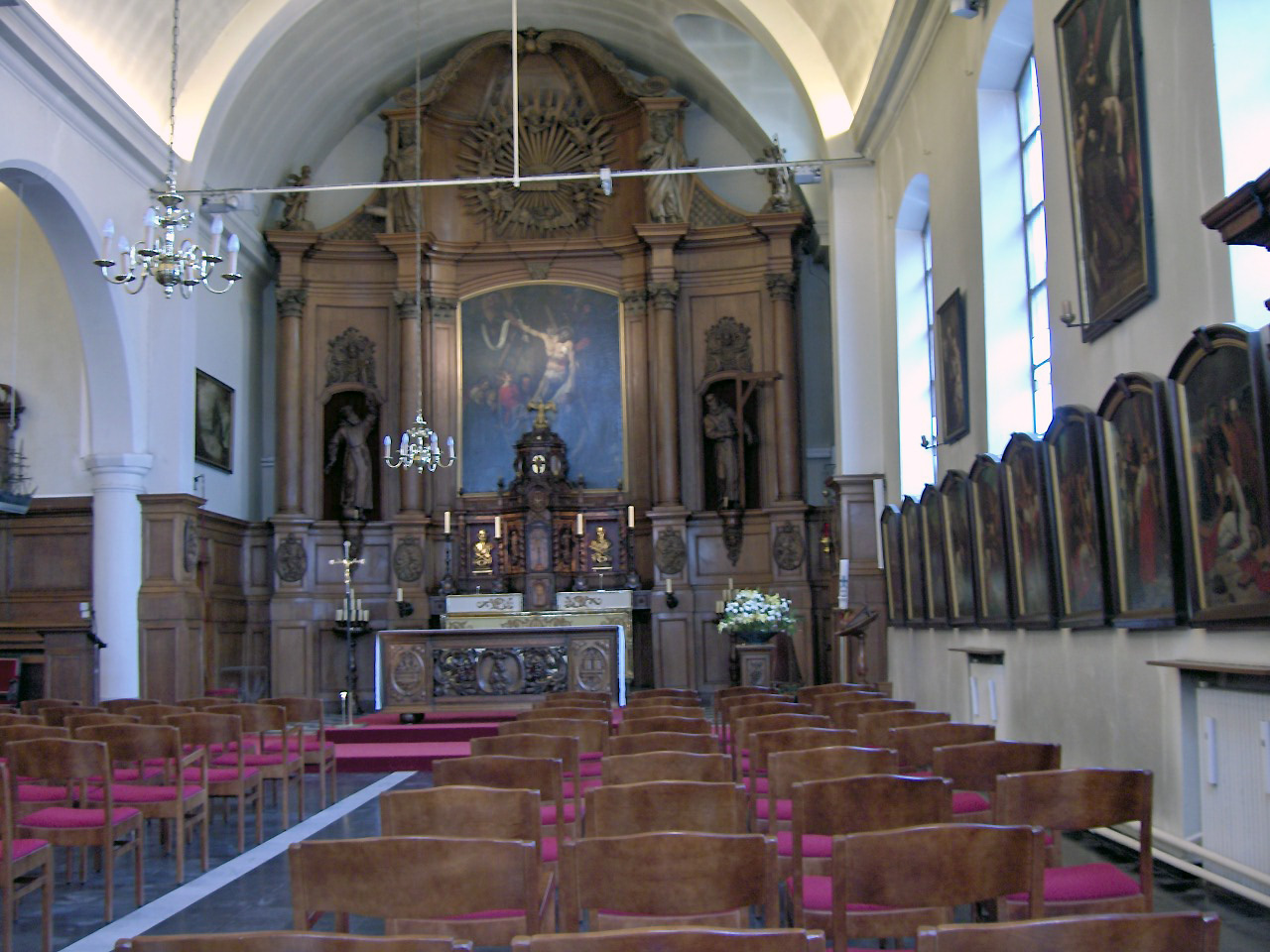
Rechterbeuk met hoofdaltaar

De Kapucijnenkerk is een kerk in het centrum van de Belgische plaats Oostende, aan de Kapucijnenstraat, te midden van het voormalig schipperskwartier. Het kerkje, gebouwd in 1618, is het op een na oudste gebouw van Oostende, na de Sint-Pieterstoren (de Peperbusse). Oorspronkelijk had het gebouw één beuk en was het verbonden met een klooster. Later werd het uitgebreid met een tweede beuk. Het klooster werd verkocht in 1798 en afgebroken. Het kerkje werd in de loop der tijden herhaaldelijk zwaar beschadigd en weer hersteld. De Kapucijnenkerk werd op 23 juni 1960 geklasseerd als beschermd monument.

## Geschiedenis

### Zeventiende eeuw
Na het Beleg van Oostende (1601-1604) was de stad volledig verwoest. Reeds in 1604 werd een plan gemaakt voor de herbouw van de stad door Wenceslas Cobergher (1561-1634), hofarchitect van aartshertog Albrecht. In dat plan was een plein opgenomen ten zuidwesten van de Grote Markt aangeduid met 'l'héritage pour les cappucins' (erfenis voor de Kapucijnen).
De paters kapucijnen kregen op 26 november 1615 toestemming voor de bouw van een klooster en een kerk. Dit was het resultaat van een overeenkomst tussen de burgemeester van Oostende en pater Simon François van Oudenaarde, de provinciale overste van de kapucijnen. Daarbij werd vastgelegd dat het stadsbestuur voor een groot gedeelte in de noodzakelijke financiële middelen voor de bouw zou voorzien en dat er geen andere kloostergemeenschappen aanvaard mochten worden in de stad zonder toestemming van de kapucijnen. De paters wilden daarmee voorkomen dat ze de financiële steun van de stad moesten delen met andere orden. De berooide stad kon immers geen twee gemeenschappen onderhouden. Vanaf 17 december 1615 gingen de eerste kapucijnen in Oostende wonen, onder leiding van pater Anastasius Vierendeel van Hazebroek.
Op 1 juli 1618 werd de eerste steen voor de kapucijnenkerk gelegd door Jan Maximiliaan d'Enghien, de abt van een klooster in Oudenburg. De architect was de kapucijn Hilduardus van Dendermonde. Het ontwerp van de kerk bevatte slechte één beuk. De kerk kreeg een kleine klokkentoren. De eerste mis werd opgedragen op 4 oktober 1619. De kerk werd op 9 juli 1620 ingewijd door Mgr. Antonius Triest, bisschop van Brugge. Hij wijdde de kerk aan Sint-Franciscus.

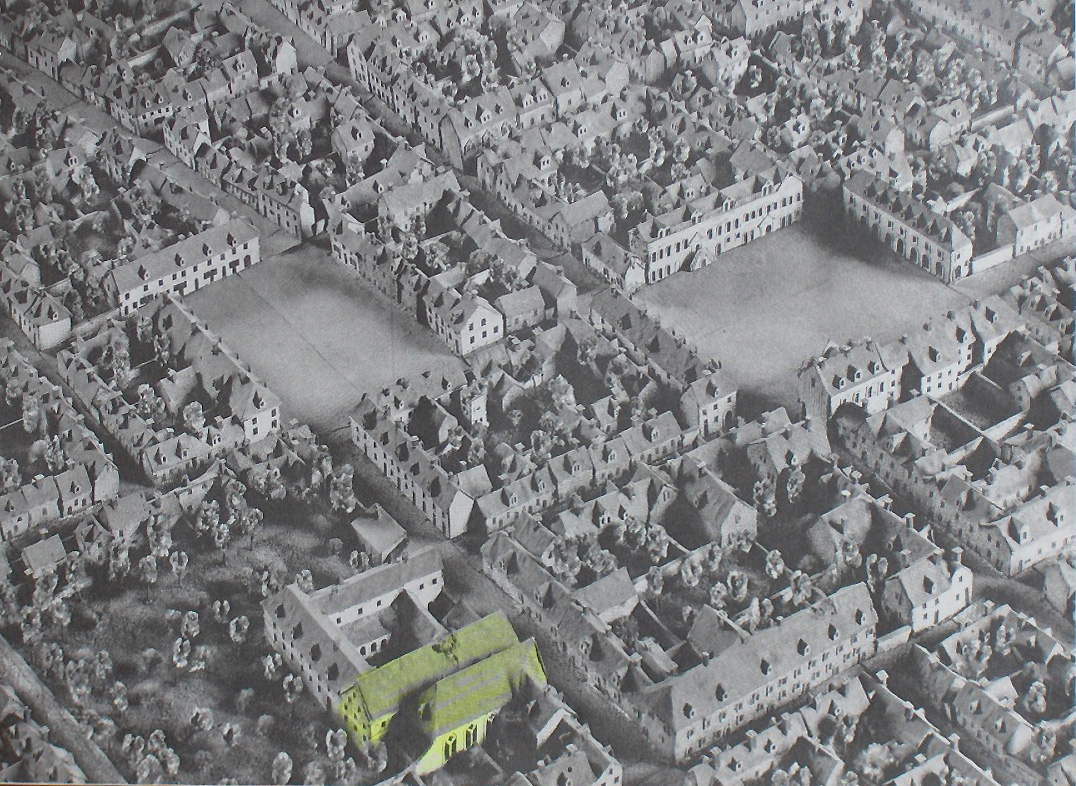
Oostende, anno 1700; de kapucijnenkerk is ingekleurd; ernaast liggen het klooster en de kloostertuin

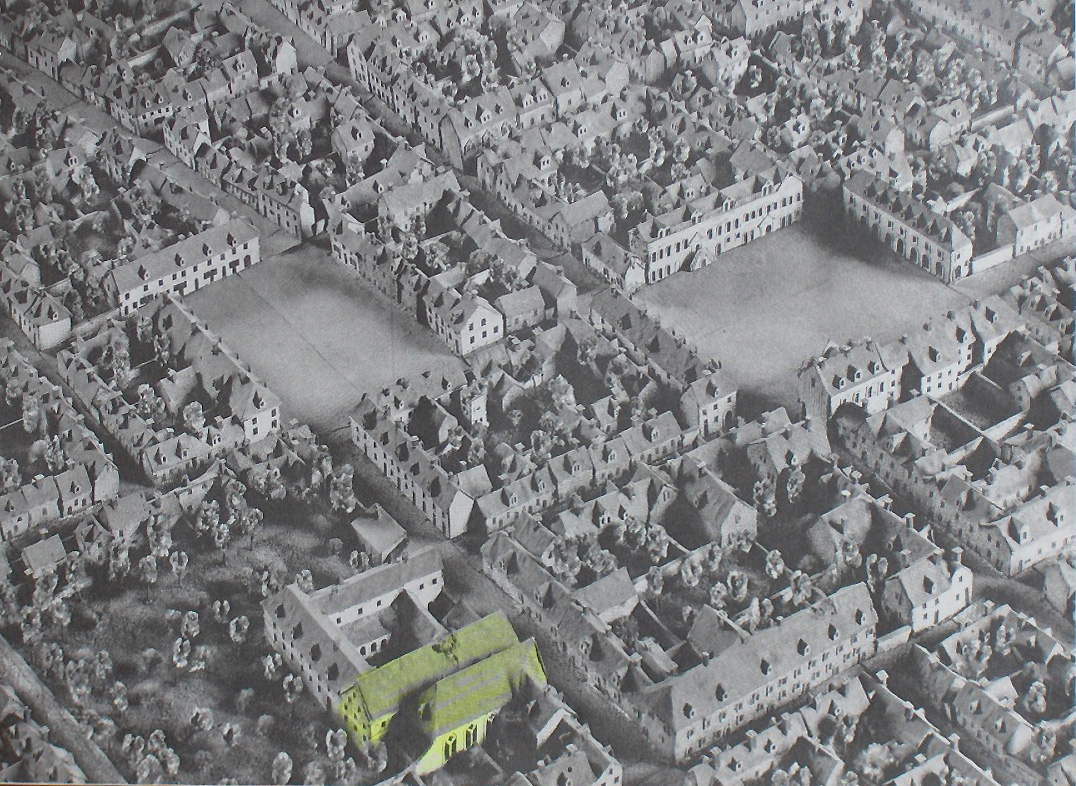
Oostende, anno 1700; de kapucijnenkerk is ingekleurd; ernaast liggen het klooster en de kloostertuin

In 1621 werd naast het kerkje een vrij groot klooster gebouwd. Het grondplan van het gebouw had de vorm van een U volgens het plan van de kapucijn Archangelus Verhel van Amersfoort. De eerste steen voor het klooster werd gelegd door Christiaen Druve. Het klooster werd aanzienlijk uitgebreid in zuidelijke richting  in 1631 en 1642, zodat een vroegere stadswijk werd omgevormd tot een kloostertuin. Het klooster bestaat inmiddels niet meer, maar het lag, inclusief de kloostertuin op de locatie van het huidige Mijnplein. Bij de herinrichting op het einde van de 20e eeuw van dit Mijnplein tot een ondergrondse parkeergarage werden nog enkele muurresten teruggevonden.
Hoewel Oostende in de 17e eeuw nog geen badplaats was, bestaan er bronnen waaruit blijkt dat de kapucijnen in zee ging baden. Dit werd hen in 1623 door de overste verboden, en mocht vanaf 1625 alleen op doktersvoorschrift.
De kapucijnenkerk werd in 1643-1644 uitgebreid met een tweede beuk. Op 7 juli 1643 werd hiervoor de eerste steen gelegd door de toenmalige bisschop van Brugge Nicolaas de Haudion. De kerk werd opnieuw ingewijd op 22 mei 1644.
In de 17e en 18e eeuw leefden er in het klooster ongeveer 25 kapucijnenpaters. Zij zetten zich vooral in voor de vissers en waren daardoor zeer geliefd. Onder andere stonden zij ook schipbreukelingen bij. Daarmee werd de kapucijnenkerk, die ligt in het Schipperskwartier, vooral een kerk van de zeelieden. De paters verkregen van het stadsbestuur geldelijke steun. Tijdens de pestepidemie van 1666 zetten zij zich volledig in om de zieken in stervensnood bij te staan.
Jarenlang bleven de kapucijnen de enige kloostergemeenschap in Oostende, zoals bepaald in het contract met het stadsbestuur. Pas in 1653 konden de oratorianen van Scherpenheuvel, na lange onderhandelingen met het stadsbestuur, de Spaanse gouverneur van Oostende en de bisschop van Brugge, zich als tweede geloofsgemeenschap in Oostende vestigen. De doorslaggevende reden was het overlijden van de parochiepriester van de Sint-Pieterskerk in 1652. De oratorianen waren bereid de parochiekerk te bedienen. Bovendien waren zij in staat onderwijs te geven voor de leerynghe van de Latynsche taele. Het verstrekken van onderwijs behoorde niet tot de traditie van de kapucijnen, hoewel ze later wel colleges hebben opgericht in Poperinge (1657), Tielt (1686) en Diksmuide (1758). De oratorianen stichtten in Oostende een college dat later zou uitgroeien tot het huidige Onze-Lieve-Vrouwecollege.
De kapucijnenpaters verzorgden ook de eredienst in de kapel van het fort St. Philippus aan het sluizencomplex van het gehucht Sas-Slijkens. Dit Spaanse fort, opgericht tijdens het Beleg van Oostende, was uitgebreid omdat het sterk aan belang had gewonnen toen Duinkerke in 1662 in Frans bezit was gekomen. Nieuwpoort was evenzeer bedreigd. Oostende was toen de enig overblijvende haven van de Spaanse Nederlanden.De Kapucijnenkerk is een kerk in het centrum van de Belgische plaats Oostende, aan de Kapucijnenstraat, te midden van het voormalig schipperskwartier. Het kerkje, gebouwd in 1618, is het op een na oudste gebouw van Oostende, na de Sint-Pieterstoren (de Peperbusse). Oorspronkelijk had het gebouw één beuk en was het verbonden met een klooster. Later werd het uitgebreid met een tweede beuk. Het klooster werd verkocht in 1798 en afgebroken. Het kerkje werd in de loop der tijden herhaaldelijk zwaar beschadigd en weer hersteld. De Kapucijnenkerk werd op 23 juni 1960 geklasseerd als beschermd monument.

## Geschiedenis

### Zeventiende eeuw
Na het Beleg van Oostende (1601-1604) was de stad volledig verwoest. Reeds in 1604 werd een plan gemaakt voor de herbouw van de stad door Wenceslas Cobergher (1561-1634), hofarchitect van aartshertog Albrecht. In dat plan was een plein opgenomen ten zuidwesten van de Grote Markt aangeduid met 'l'héritage pour les cappucins' (erfenis voor de Kapucijnen).
De paters kapucijnen kregen op 26 november 1615 toestemming voor de bouw van een klooster en een kerk. Dit was het resultaat van een overeenkomst tussen de burgemeester van Oostende en pater Simon François van Oudenaarde, de provinciale overste van de kapucijnen. Daarbij werd vastgelegd dat het stadsbestuur voor een groot gedeelte in de noodzakelijke financiële middelen voor de bouw zou voorzien en dat er geen andere kloostergemeenschappen aanvaard mochten worden in de stad zonder toestemming van de kapucijnen. De paters wilden daarmee voorkomen dat ze de financiële steun van de stad moesten delen met andere orden. De berooide stad kon immers geen twee gemeenschappen onderhouden. Vanaf 17 december 1615 gingen de eerste kapucijnen in Oostende wonen, onder leiding van pater Anastasius Vierendeel van Hazebroek.
Op 1 juli 1618 werd de eerste steen voor de kapucijnenkerk gelegd door Jan Maximiliaan d'Enghien, de abt van een klooster in Oudenburg. De architect was de kapucijn Hilduardus van Dendermonde. Het ontwerp van de kerk bevatte slechte één beuk. De kerk kreeg een kleine klokkentoren. De eerste mis werd opgedragen op 4 oktober 1619. De kerk werd op 9 juli 1620 ingewijd door Mgr. Antonius Triest, bisschop van Brugge. Hij wijdde de kerk aan Sint-Franciscus.
In 1621 werd naast het kerkje een vrij groot klooster gebouwd. Het grondplan van het gebouw had de vorm van een U volgens het plan van de kapucijn Archangelus Verhel van Amersfoort. De eerste steen voor het klooster werd gelegd door Christiaen Druve. Het klooster werd aanzienlijk uitgebreid in zuidelijke richting  in 1631 en 1642, zodat een vroegere stadswijk werd omgevormd tot een kloostertuin. Het klooster bestaat inmiddels niet meer, maar het lag, inclusief de kloostertuin op de locatie van het huidige Mijnplein. Bij de herinrichting op het einde van de 20e eeuw van dit Mijnplein tot een ondergrondse parkeergarage werden nog enkele muurresten teruggevonden.
Hoewel Oostende in de 17e eeuw nog geen badplaats was, bestaan er bronnen waaruit blijkt dat de kapucijnen in zee ging baden. Dit werd hen in 1623 door de overste verboden, en mocht vanaf 1625 alleen op doktersvoorschrift.
De kapucijnenkerk werd in 1643-1644 uitgebreid met een tweede beuk. Op 7 juli 1643 werd hiervoor de eerste steen gelegd door de toenmalige bisschop van Brugge Nicolaas de Haudion. De kerk werd opnieuw ingewijd op 22 mei 1644.
In de 17e en 18e eeuw leefden er in het klooster ongeveer 25 kapucijnenpaters. Zij zetten zich vooral in voor de vissers en waren daardoor zeer geliefd. Onder andere stonden zij ook schipbreukelingen bij. Daarmee werd de kapucijnenkerk, die ligt in het Schipperskwartier, vooral een kerk van de zeelieden. De paters verkregen van het stadsbestuur geldelijke steun. Tijdens de pestepidemie van 1666 zetten zij zich volledig in om de zieken in stervensnood bij te staan.
Jarenlang bleven de kapucijnen de enige kloostergemeenschap in Oostende, zoals bepaald in het contract met het stadsbestuur. Pas in 1653 konden de oratorianen van Scherpenheuvel, na lange onderhandelingen met het stadsbestuur, de Spaanse gouverneur van Oostende en de bisschop van Brugge, zich als tweede geloofsgemeenschap in Oostende vestigen. De doorslaggevende reden was het overlijden van de parochiepriester van de Sint-Pieterskerk in 1652. De oratorianen waren bereid de parochiekerk te bedienen. Bovendien waren zij in staat onderwijs te geven voor de leerynghe van de Latynsche taele. Het verstrekken van onderwijs behoorde niet tot de traditie van de kapucijnen, hoewel ze later wel colleges hebben opgericht in Poperinge (1657), Tielt (1686) en Diksmuide (1758). De oratorianen stichtten in Oostende een college dat later zou uitgroeien tot het huidige Onze-Lieve-Vrouwecollege.
De kapucijnenpaters verzorgden ook de eredienst in de kapel van het fort St. Philippus aan het sluizencomplex van het gehucht Sas-Slijkens. Dit Spaanse fort, opgericht tijdens het Beleg van Oostende, was uitgebreid omdat het sterk aan belang had gewonnen toen Duinkerke in 1662 in Frans bezit was gekomen. Nieuwpoort was evenzeer bedreigd. Oostende was toen de enig overblijvende haven van de Spaanse Nederlanden.

### Achttiende eeuw
Ten tijde van de Spaanse Successieoorlog werden de kerk en het bijbehorende klooster in juli 1706 zwaar beschadigd als gevolg van dagenlange beschietingen van de stad door de Engelse vloot onder leiding van admiraal Fairburn.

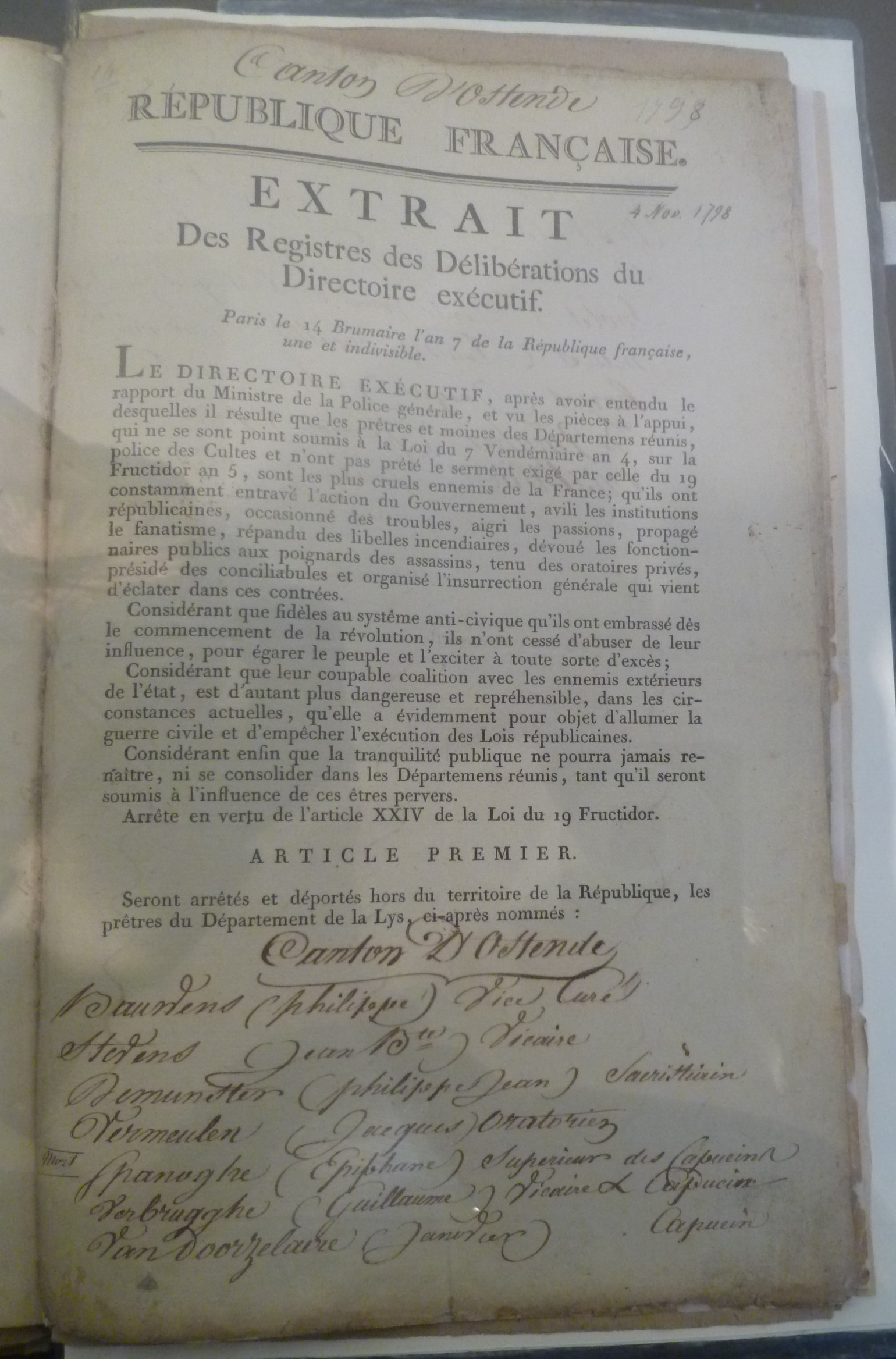
Bevelschrift tot verbanning van de paters kapucijnen uit Oostende tijdens de Franse Revolutie op 14 Brumaire An VII (4 november 1796)

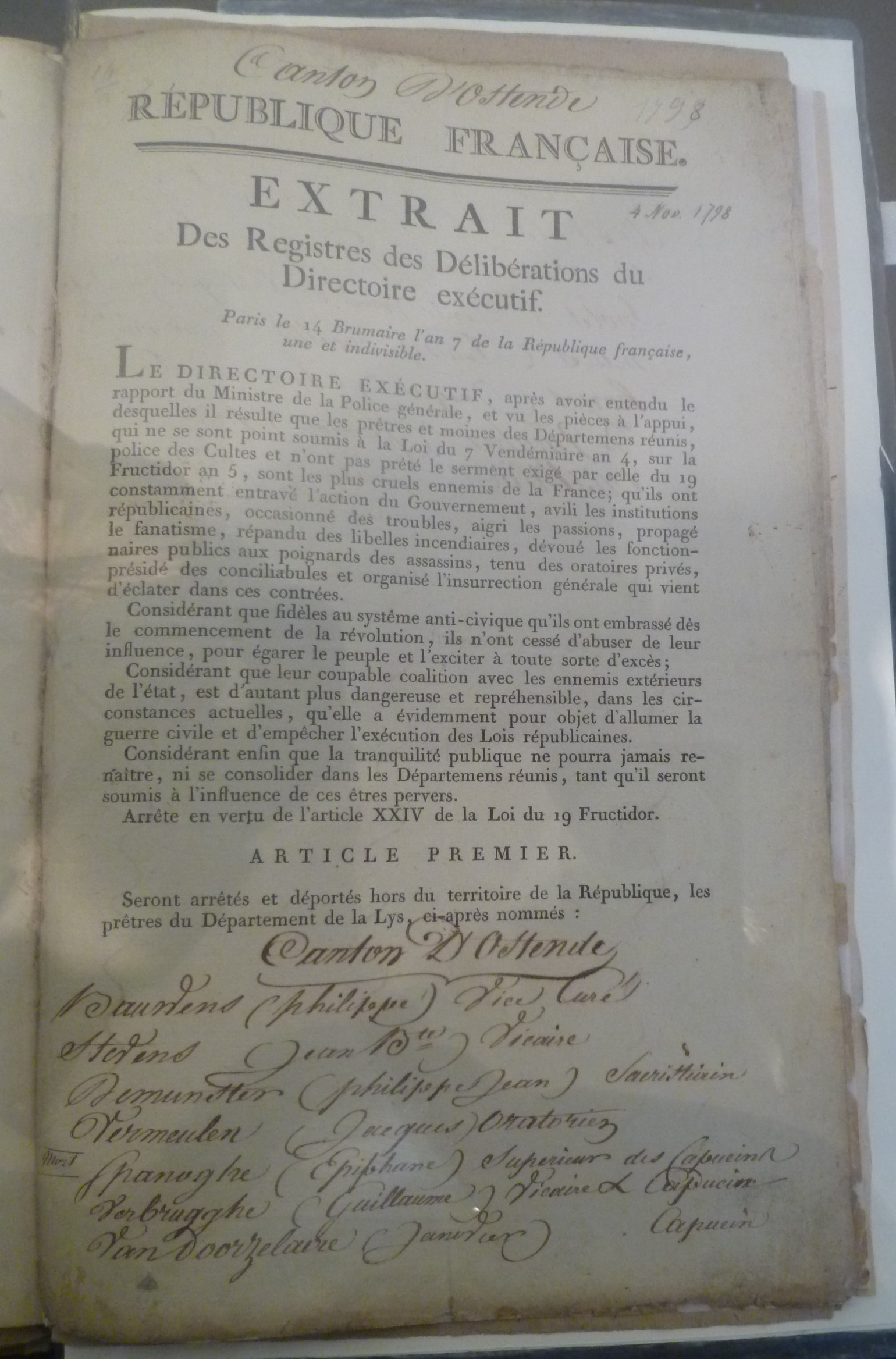
Bevelschrift tot verbanning van de paters kapucijnen uit Oostende tijdens de Franse Revolutie op 14 Brumaire An VII (4 november 1796)

De Franse Revolutie bracht een grote crisis met zich mee voor veel katholieke kerken. Op 7 juni 1797 werden het klooster en de kerk in beslag genomen door de Franse bezetter. De kerk bleef als bidplaats bewaard, doordat een aantal burgers in december 1797 de kerk aankochten, inclusief de inboedel en de bijbehorende tuin. Het domein van het klooster werd in 1798 verkaveld en openbaar verkocht. Op 10 februari 1798 verlieten de kapucijnen Oostende voorgoed, nadat de dertien paters en drie broeders kapucijnen uit het klooster waren gezet. Zij hadden anderhalve eeuw een stabiel element gevormd voor de zielzorg van de Oostendenaars. De laatst overgebleven pater was Josephus van Doorselaere (pater Januarius) (1754-1833) die verder in het geheim de sacramenten bleef toedienen. Hij werd veroordeeld tot deportatie, maar kon onderduiken. Vanaf 1802 was hij "geestelijk koster" van de kapucijnenkerk.

### Negentiende eeuw
Met Pinksteren 1802 gingen de Kapucijnenkerk en de Sint-Pieterskerk (de huidige Sint-Petrus-en-Pauluskerk) weer open, als resultaat van het concordaat dat op 15 juli 1801 werd gesloten tussen Napoleon en paus Pius VII. Daarmee werd onder andere de vrijheid van eredienst hersteld.
Het stadsbestuur kocht de kerk op 14 oktober 1823. Het kerkje werd vervolgens gebruikt als hulpkerk van de Sint-Pieterskerk. De bedienaar van deze hulpkerk werd "rector" genoemd. De zijgevel langs de Cirkelstraat kwam vrij te staan toen in 1842 enkele huizen, die tegen de kerk gebouwd waren, afgebroken werden. In 1860 werden glasramen in deze zijgevel geplaatst naar een ontwerp van Samuel Coucke uit Brugge.

### Twintigste eeuw en restauratie
De Kapucijnenkerk werd ingrijpend gerestaureerd in de periode 1958-1962. De oorspronkelijk laatgotische stijl werd toen sterk aangepast. Remi Denoo (1910-1991) was op dat moment rector. Het kerkje was broodnodig aan een opknapbeurt toe, onder andere door de schade opgelopen in de Tweede Wereldoorlog en tijdens de overstroming van februari 1953. Vooral deze overstroming had grote schade aangericht, aangezien het binnenstromend zeewater tot een meter boven de grond kwam.
Rector Denoo heeft een gedetailleerd en nauwgezet relaas opgesteld over de restauratie. De plannen voor de restauratie werden opgesteld door architect M. Dinnewet uit Oostende. Het hoofdaltaar werd hersteld in de oorspronkelijke toestand door beeldhouwer Delafontaine uit Menen. Gedurende de herstellingswerken werd op zondag de H. Mis gelezen op de binnenplaats van het weeshuis van de zusters Sint-Vincentius a Paulo in de Langestraat van Oostende (nu afgebroken). De Kapucijnenkerk werd tijdens de restauratie, op 23 juni 1960, geklasseerd als beschermd monument. Het herstelde kerkje werd ingewijd op 1 mei 1961.

## Beschrijving

### Altaar

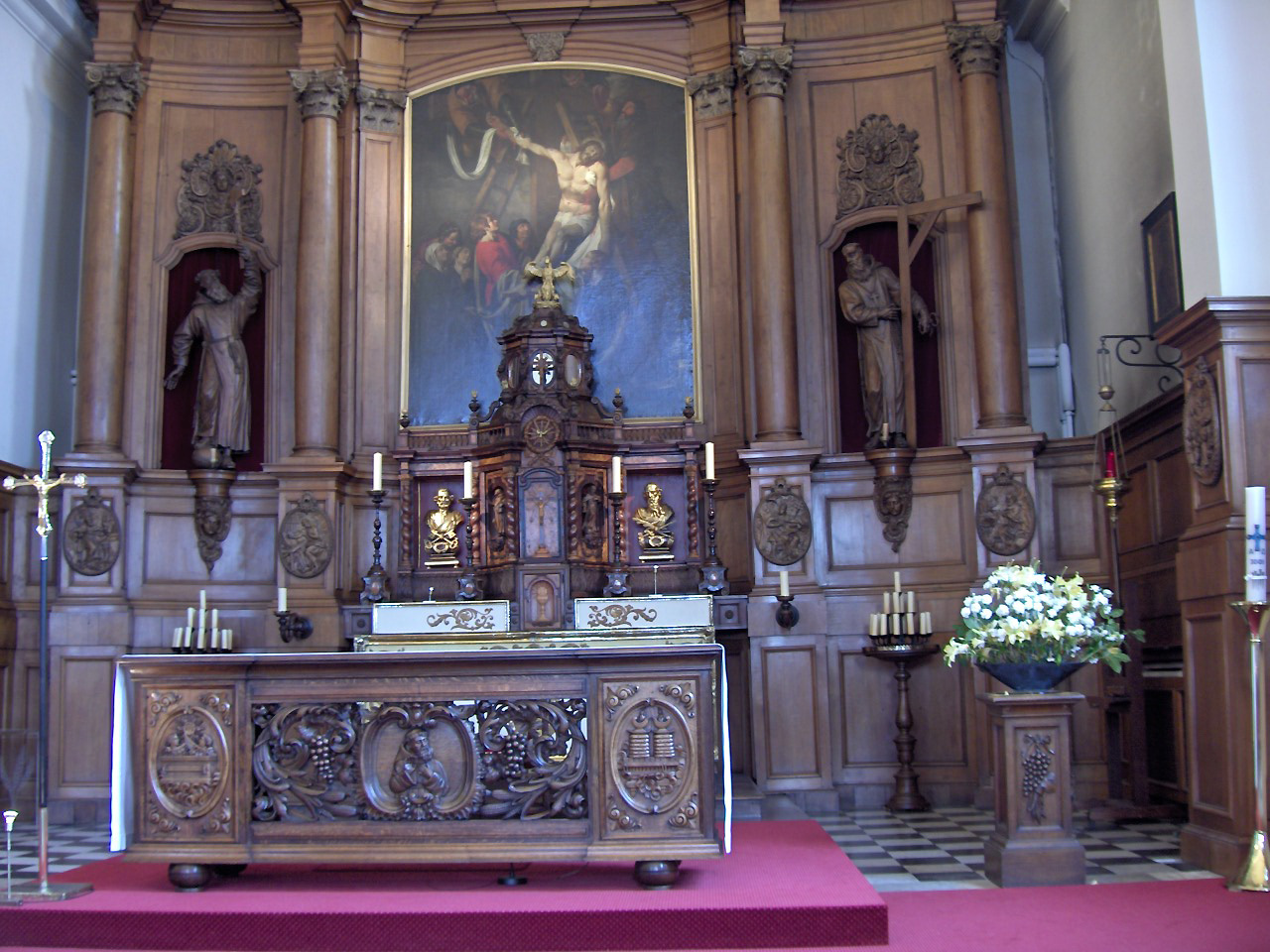
Hoofdaltaar

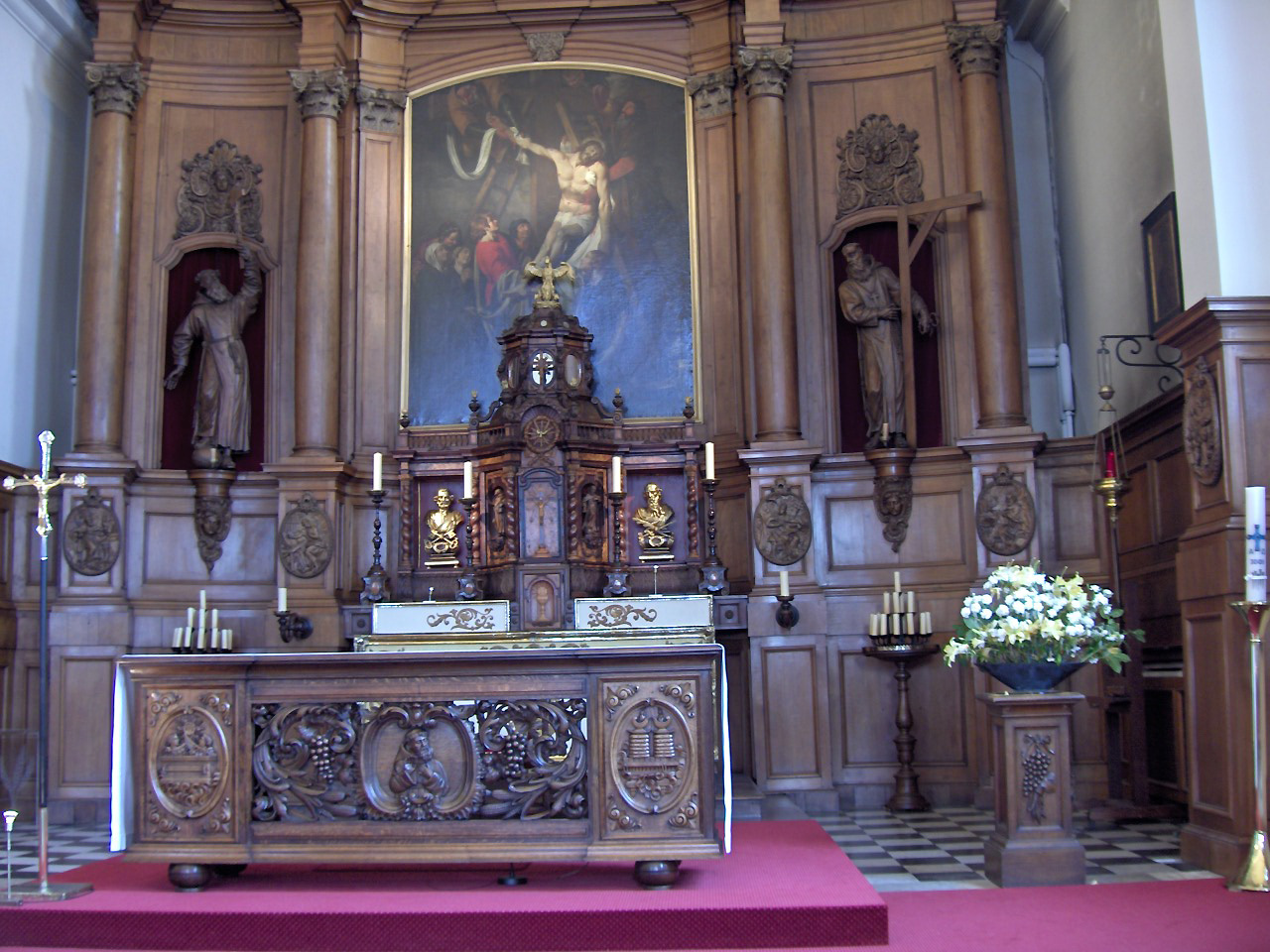
Hoofdaltaar

Recht tegenover de hoofdingang van de kerk bevindt zich een eikenhouten portiekaltaar in barokstijl, met aan weerszijden twee eikenhouten zuilen. Dit altaar werd in 2003 vernieuwd, waarbij panelen van een vroegere communiebank werden gebruikt. Tussen de linkerzuilen staat een beeld van Franciscus van Assisi, tussen de rechterzuilen een beeld van de Heilige Jozef van Leonessa met de galg. In het midden van het altaar staat het schilderij De Kruisafneming (1621), toegeschreven aan de Brugse kunstschilder Ghislain Vroilynck (1595-1631). Regelmatig wordt ook Victor Boucquet (1619-1677) vermeld als creator, maar dan zou het eerder rond 1664 gedateerd moeten worden. Onder de zuilen zijn gesculpteerde medaillons van de vier kerkvaders aangebracht: links Augustinus en Hiëronymus; rechts Gregorius I de Grote en Ambrosius. Op de middelste zuilen bovenaan staan de patroonheiligen van Oostende: Petrus en Paulus. Het rijkversierde barokke altaar laat zien dat de kerk en het klooster in de 17e eeuw zeer welvarend waren.

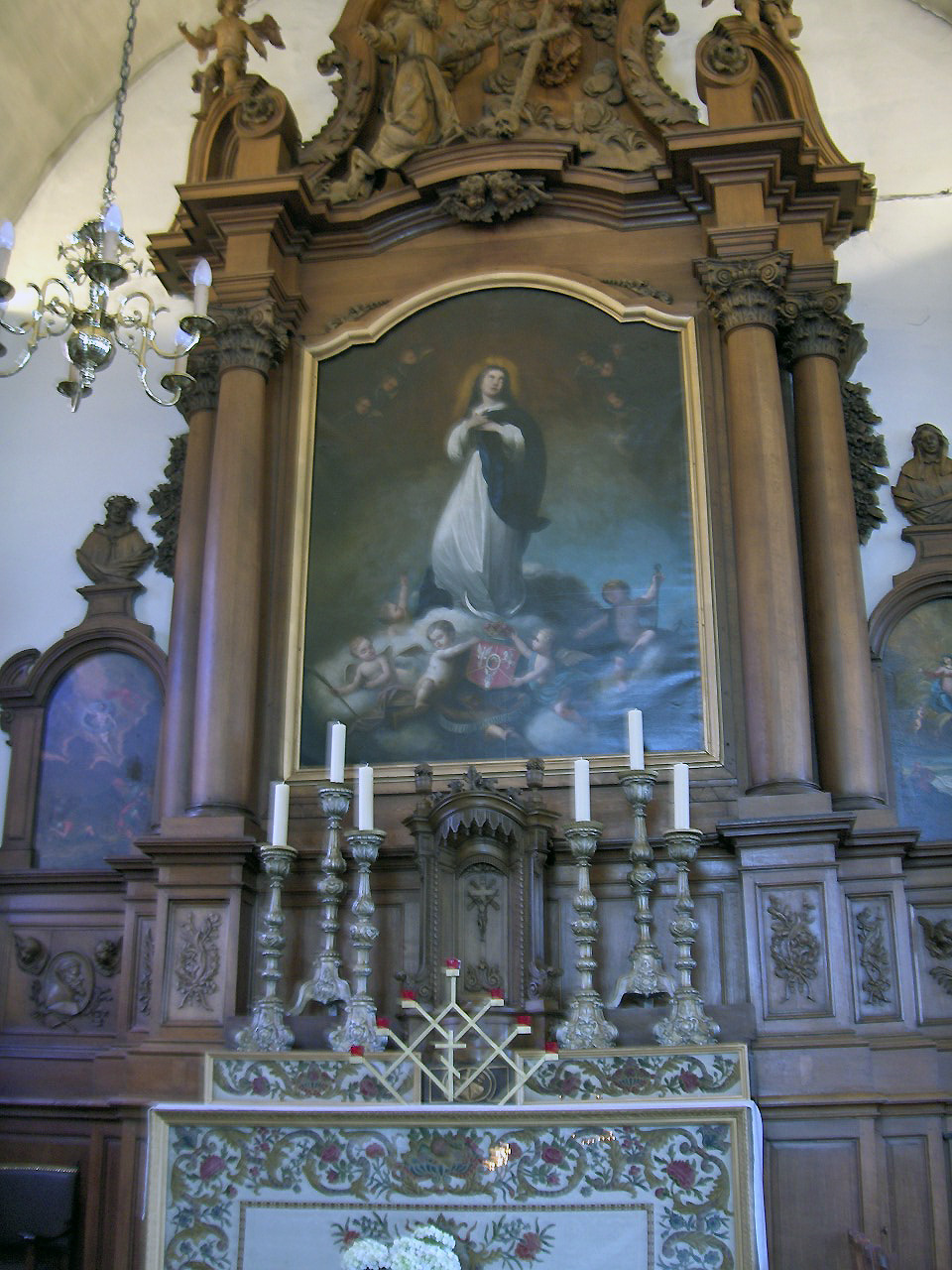
Zijaltaar met schilderij geschonken door Poolse vluchtelingen

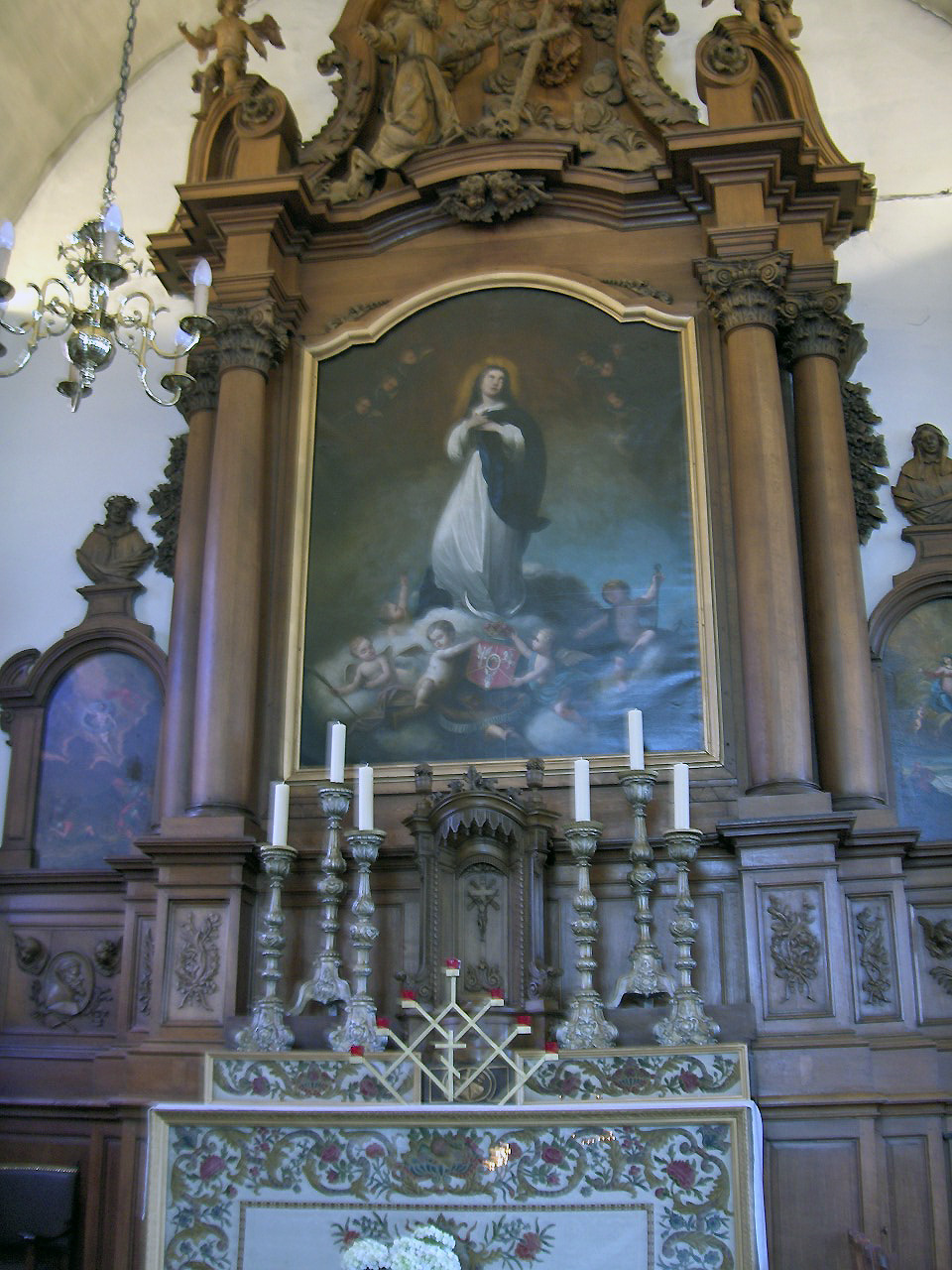
Zijaltaar met schilderij geschonken door Poolse vluchtelingen

### Visserbootjes
Rooms-katholieke vissersvrouwen kwamen in de kerk een behouden thuisvaart afsmeken voor hun man. De drie votiefvissersbootjes (kerkscheepjes) herinneren hieraan. Het altaar van de patroonheilige van de vissers, de H. Antonius van Padua ("Sint-Antoontje") staat langs de zijmuur. Het barokke schilderij van St.-Antonius en de H. Hostie is van een onbekende meester (vermoedelijk Vlaamse School uit de 17e eeuw). Het stelt een legende voor uit het leven van St.-Antonius waarbij deze de H. Hostie toont aan een ruiter. Deze wil niet knielen, zijn muilezel daarentegen wel. Boven op het altaar staat een aangekleed beeld van deze heilige met het kindje Jezus op de arm. Het altaar bevat nog twee eikenhouten sculpturen: links, de H. Bonaventura en rechts de H. Felix met zijn bedelzak.

### Andere ex voto's
Er hangen twee grote zeilschepen als ex voto's in de kerk, een vier- en een driemaster. Die laatste is een Frans korvet uit de 18e eeuw. 

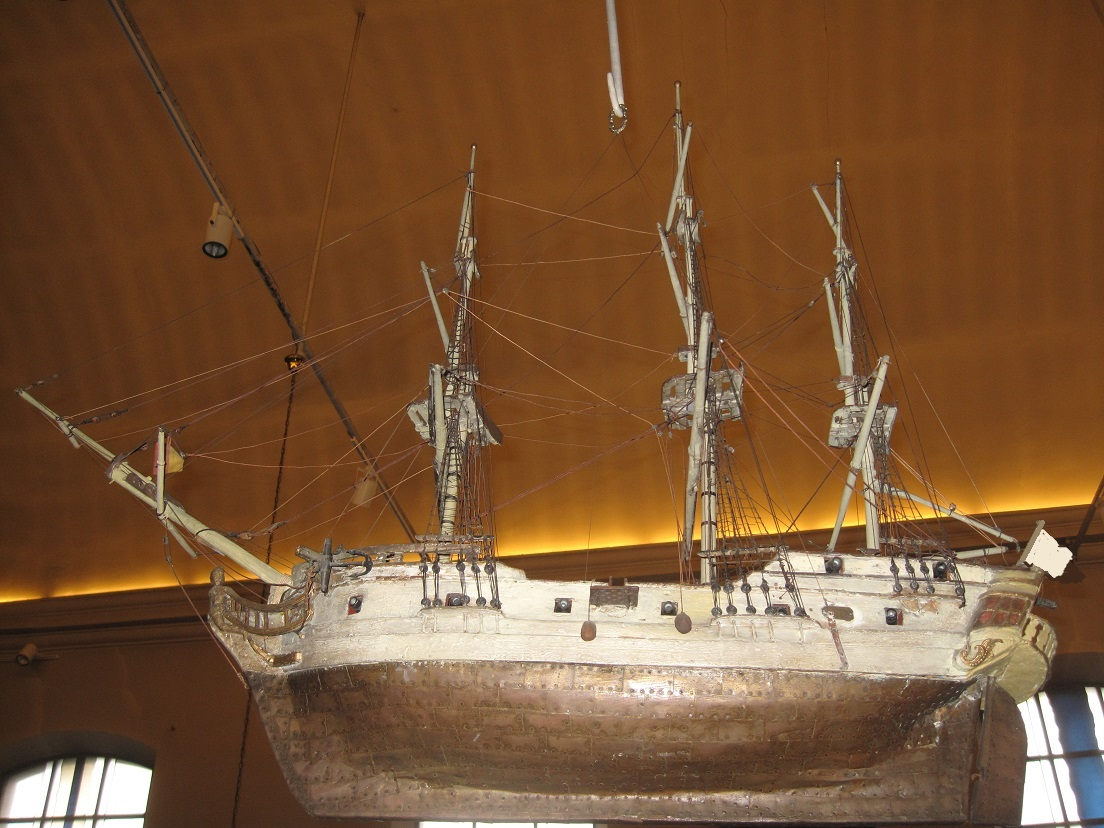
Frans korvet van 1783

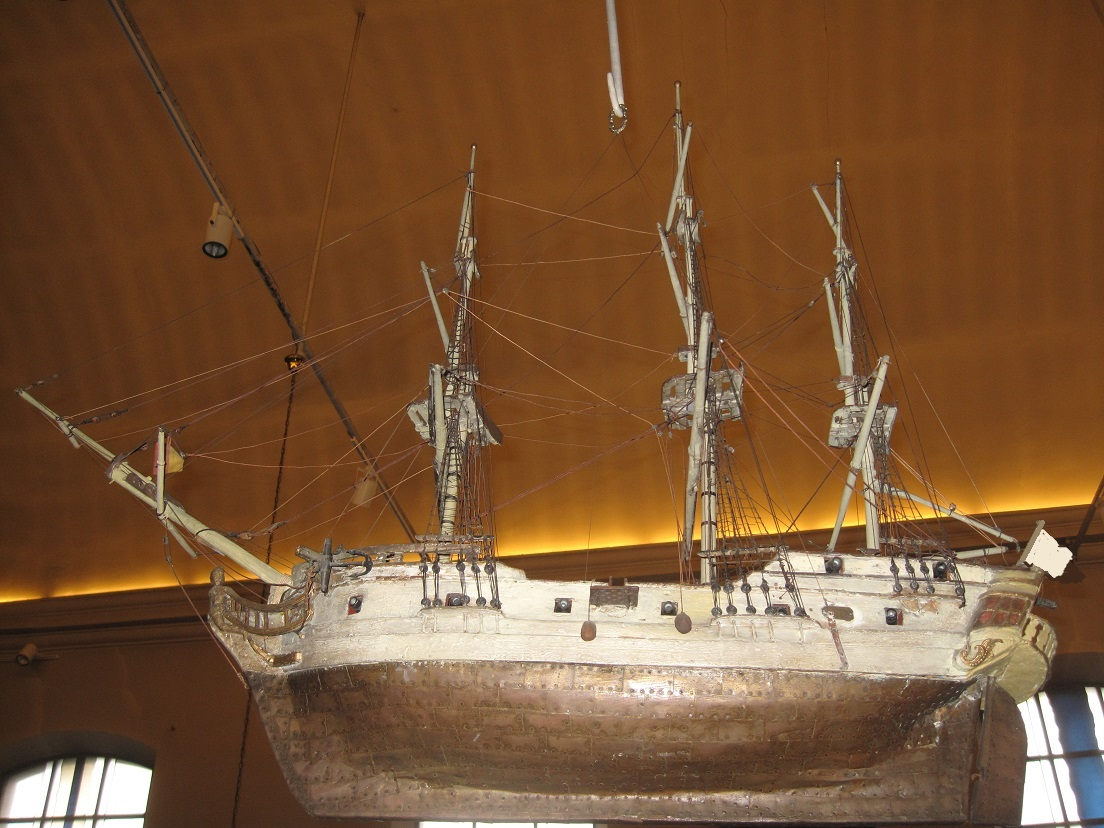
Frans korvet van 1783

### Schilderij geschonken door Poolse vluchtelingen
Na de Tweede Poolse Opstand van 1863 waren veel Poolse gezinnen uitgeweken naar West-Europa. Een aanzienlijk aantal had zich in Oostende gevestigd. Zij beschouwden het kapucijnenkerkje als het hunne en schonken in 1865 voor het eikenhouten altaar in de tweede beuk een schilderij van de Poolse schilder Marcin Zaleski (Krakau 1796-1877), met een voorstelling van de Maria-Tenhemelopneming. Dit schilderij is een kopie van het schilderij  "Onbevlekte ontvangenis" (1678) van Murillo, en bevat onderaan het Poolse wapen met de tekst 'Votum Polonorum 1865' (Gelofte van de Polen, 1865). De beeldengroep bovenaan beeldt de H. Franciscus in extase uit, terwijl hij de stigmata van Christus ontvangt.

### Orgel
Bij de ingang van de kerk staat een eenvoudig doksaal met orgel. Dit oude orgel, een "Vanhoutte-orgel", werd in 1940 beschadigd door Duitse schietoefeningen in de kerk en is nooit hersteld. Het oude orgel werd ca. 2001 weggehaald voor restauratie en werd in 2001-2002 vervangen door een orgel in vroege-barokstijl, op ambachtelijke wijze vervaardigd  door Stan Arnauts. De dispositie, de opbouw en de Werckmeister stemming (wel met 440 Hz) sluiten aan bij de 17e-eeuwse traditie van de polyfone noordelijke barokorgels. Dit vervangend orgel staat vooraan in de kerk. Het werd uitgebreid in 2014 met een zelfstandig pedaal met 3 registers.

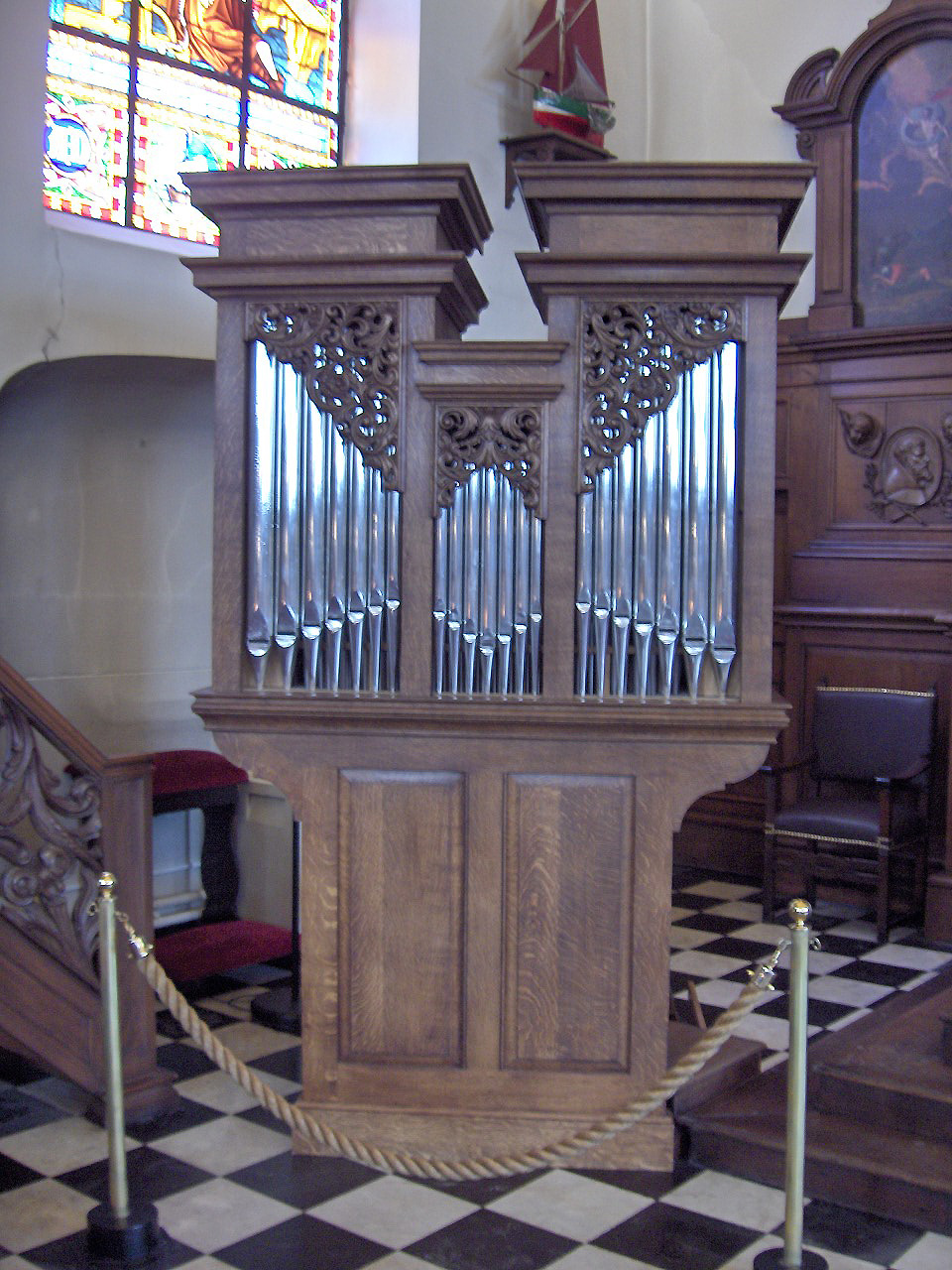
Het nieuwe orgel

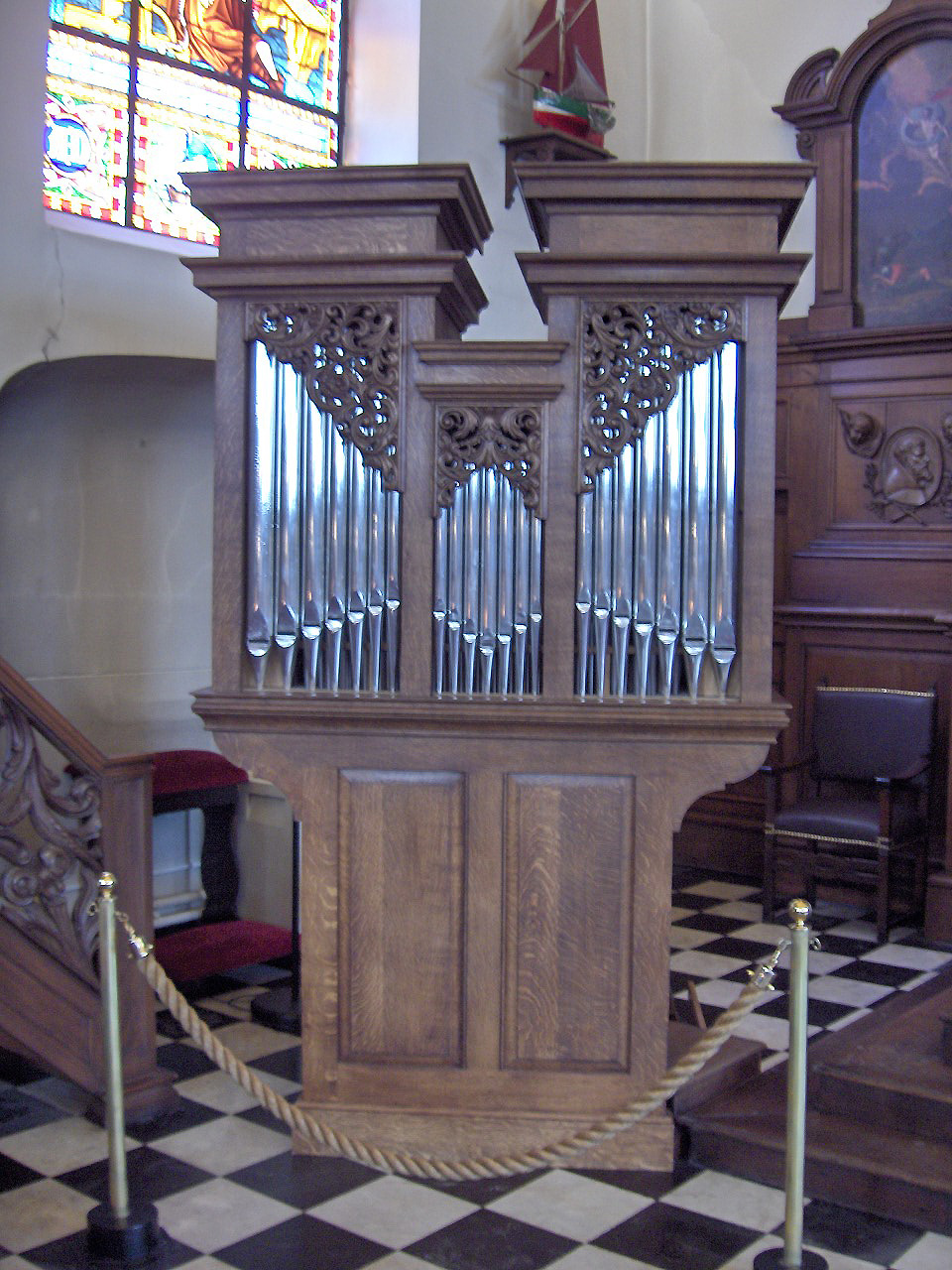
Het nieuwe orgel

Onder het doksaal staat een beeld van de gekruisigde Christus. Ernaast staat een eikenhouten Madonnabeeld.

### Overig interieur
De eikenhouten preekstoel staat langs de linkerzijgevel tussen het St.-Antoniusaltaar en het raam met gebrandschilderd glas uit 1869. De zijkanten van de kuip zijn versierd met medaillons. De trap werd later toegevoegd.
De kruisweg aan de rechtergevel dateert uit 1870. De taferelen zijn geschilderd door de Roeselaarse kunstschilder Ferdinand Callebert (1811-1908). Deze veertien kruiswegstaties, die fel geteisterd waren, werden hersteld en geplaatst in lichtere kaders in het begin van 1961.
De gebrandschilderde ramen met als thema "Het Zonnelied van Franciscus" zijn een ontwerp van Joost Caen en werden geïnstalleerd in 2003.

### Buitenzijde

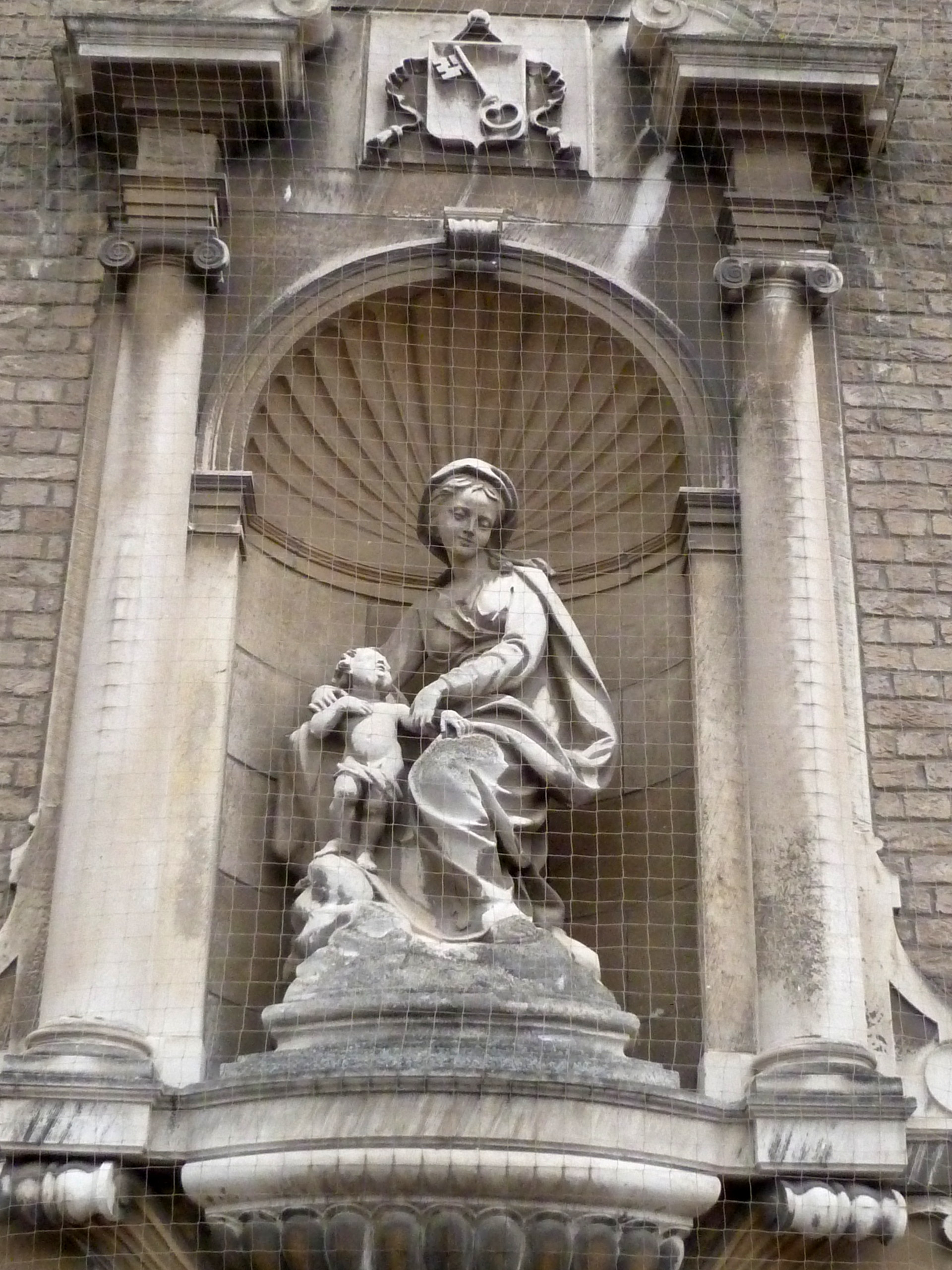
Onze-Lieve-Vrouw-van-Bijstand, kopie van het madonnabeeld van Pieter Pepers (1730-1785)

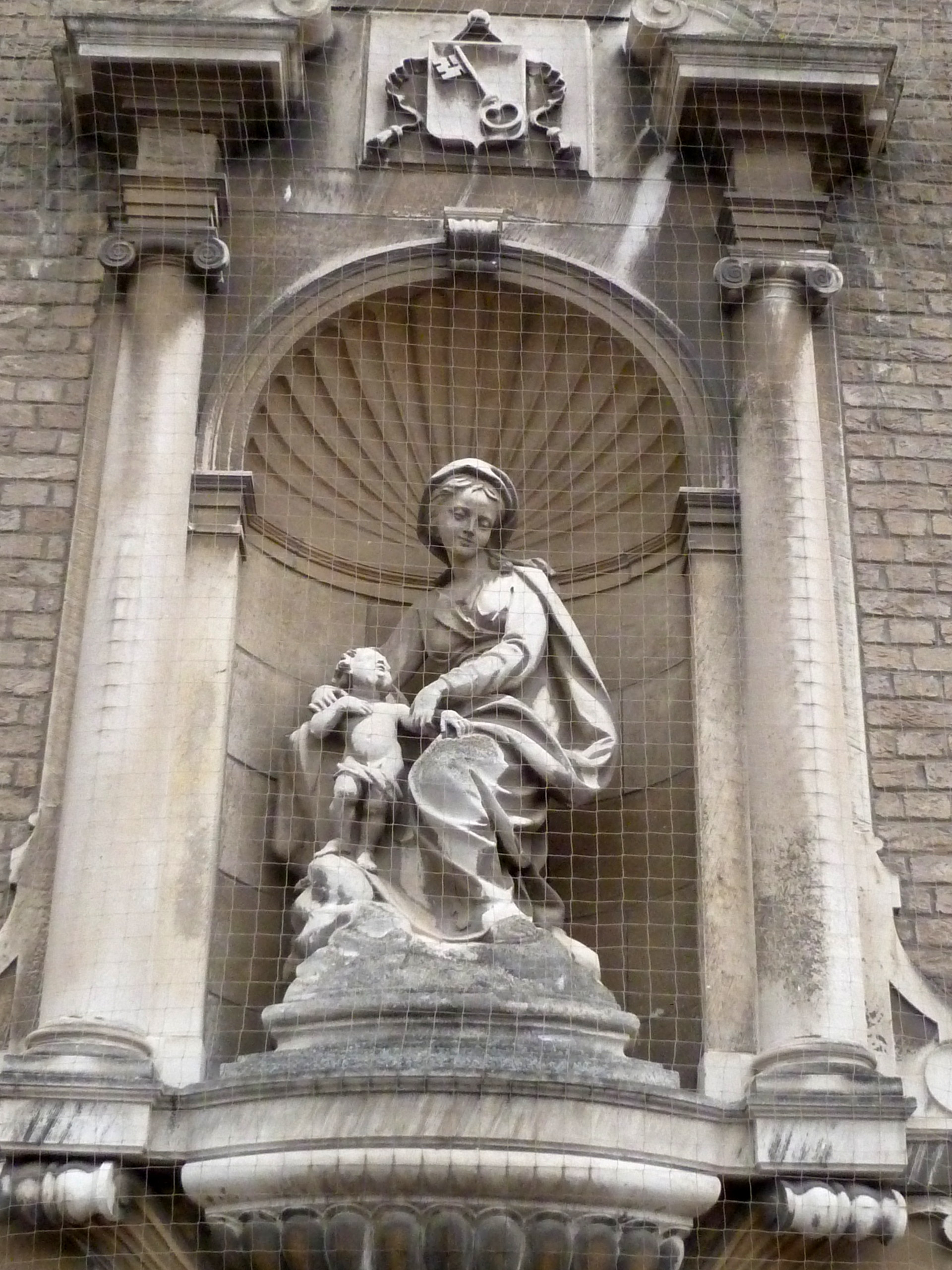
Onze-Lieve-Vrouw-van-Bijstand, kopie van het madonnabeeld van Pieter Pepers (1730-1785)

Na de restauratiewerken werd op 29 april 1961 een renaissancebeeldje geplaatst in de open nis langs de buitengevel aan het Mijnplein. Het stelt Onze-Lieve-Vrouw-van-Bijstand, een zittende madonna, voor en is van de hand van de beeldhouwer Paul Dewispelaere uit Moerkerke. Dit beeldje, hersteld in 1961, is een uitvergroting van het Madonnabeeld van Pieter Pepers (1730-1785), dat zich bevindt in Brugge op het "pompke" rechtover de ingang van het Sint-Janshospitaal.

### Achttiende eeuw
Ten tijde van de Spaanse Successieoorlog werden de kerk en het bijbehorende klooster in juli 1706 zwaar beschadigd als gevolg van dagenlange beschietingen van de stad door de Engelse vloot onder leiding van admiraal Fairburn.
De Franse Revolutie bracht een grote crisis met zich mee voor veel katholieke kerken. Op 7 juni 1797 werden het klooster en de kerk in beslag genomen door de Franse bezetter. De kerk bleef als bidplaats bewaard, doordat een aantal burgers in december 1797 de kerk aankochten, inclusief de inboedel en de bijbehorende tuin. Het domein van het klooster werd in 1798 verkaveld en openbaar verkocht. Op 10 februari 1798 verlieten de kapucijnen Oostende voorgoed, nadat de dertien paters en drie broeders kapucijnen uit het klooster waren gezet. Zij hadden anderhalve eeuw een stabiel element gevormd voor de zielzorg van de Oostendenaars. De laatst overgebleven pater was Josephus van Doorselaere (pater Januarius) (1754-1833) die verder in het geheim de sacramenten bleef toedienen. Hij werd veroordeeld tot deportatie, maar kon onderduiken. Vanaf 1802 was hij "geestelijk koster" van de kapucijnenkerk.

### Negentiende eeuw
Met Pinksteren 1802 gingen de Kapucijnenkerk en de Sint-Pieterskerk (de huidige Sint-Petrus-en-Pauluskerk) weer open, als resultaat van het concordaat dat op 15 juli 1801 werd gesloten tussen Napoleon en paus Pius VII. Daarmee werd onder andere de vrijheid van eredienst hersteld.
Het stadsbestuur kocht de kerk op 14 oktober 1823. Het kerkje werd vervolgens gebruikt als hulpkerk van de Sint-Pieterskerk. De bedienaar van deze hulpkerk werd "rector" genoemd. De zijgevel langs de Cirkelstraat kwam vrij te staan toen in 1842 enkele huizen, die tegen de kerk gebouwd waren, afgebroken werden. In 1860 werden glasramen in deze zijgevel geplaatst naar een ontwerp van Samuel Coucke uit Brugge.

### Twintigste eeuw en restauratie
De Kapucijnenkerk werd ingrijpend gerestaureerd in de periode 1958-1962. De oorspronkelijk laatgotische stijl werd toen sterk aangepast. Remi Denoo (1910-1991) was op dat moment rector. Het kerkje was broodnodig aan een opknapbeurt toe, onder andere door de schade opgelopen in de Tweede Wereldoorlog en tijdens de overstroming van februari 1953. Vooral deze overstroming had grote schade aangericht, aangezien het binnenstromend zeewater tot een meter boven de grond kwam.
Rector Denoo heeft een gedetailleerd en nauwgezet relaas opgesteld over de restauratie. De plannen voor de restauratie werden opgesteld door architect M. Dinnewet uit Oostende. Het hoofdaltaar werd hersteld in de oorspronkelijke toestand door beeldhouwer Delafontaine uit Menen. Gedurende de herstellingswerken werd op zondag de H. Mis gelezen op de binnenplaats van het weeshuis van de zusters Sint-Vincentius a Paulo in de Langestraat van Oostende (nu afgebroken). De Kapucijnenkerk werd tijdens de restauratie, op 23 juni 1960, geklasseerd als beschermd monument. Het herstelde kerkje werd ingewijd op 1 mei 1961.

## Beschrijving

### Altaar
Recht tegenover de hoofdingang van de kerk bevindt zich een eikenhouten portiekaltaar in barokstijl, met aan weerszijden twee eikenhouten zuilen. Dit altaar werd in 2003 vernieuwd, waarbij panelen van een vroegere communiebank werden gebruikt. Tussen de linkerzuilen staat een beeld van Franciscus van Assisi, tussen de rechterzuilen een beeld van de Heilige Jozef van Leonessa met de galg. In het midden van het altaar staat het schilderij De Kruisafneming (1621), toegeschreven aan de Brugse kunstschilder Ghislain Vroilynck (1595-1631). Regelmatig wordt ook Victor Boucquet (1619-1677) vermeld als creator, maar dan zou het eerder rond 1664 gedateerd moeten worden. Onder de zuilen zijn gesculpteerde medaillons van de vier kerkvaders aangebracht: links Augustinus en Hiëronymus; rechts Gregorius I de Grote en Ambrosius. Op de middelste zuilen bovenaan staan de patroonheiligen van Oostende: Petrus en Paulus. Het rijkversierde barokke altaar laat zien dat de kerk en het klooster in de 17e eeuw zeer welvarend waren.

### Visserbootjes
Rooms-katholieke vissersvrouwen kwamen in de kerk een behouden thuisvaart afsmeken voor hun man. De drie votiefvissersbootjes (kerkscheepjes) herinneren hieraan. Het altaar van de patroonheilige van de vissers, de H. Antonius van Padua ("Sint-Antoontje") staat langs de zijmuur. Het barokke schilderij van St.-Antonius en de H. Hostie is van een onbekende meester (vermoedelijk Vlaamse School uit de 17e eeuw). Het stelt een legende voor uit het leven van St.-Antonius waarbij deze de H. Hostie toont aan een ruiter. Deze wil niet knielen, zijn muilezel daarentegen wel. Boven op het altaar staat een aangekleed beeld van deze heilige met het kindje Jezus op de arm. Het altaar bevat nog twee eikenhouten sculpturen: links, de H. Bonaventura en rechts de H. Felix met zijn bedelzak.

### Andere ex voto's
Er hangen twee grote zeilschepen als ex voto's in de kerk, een vier- en een driemaster. Die laatste is een Frans korvet uit de 18e eeuw. 

### Schilderij geschonken door Poolse vluchtelingen
Na de Tweede Poolse Opstand van 1863 waren veel Poolse gezinnen uitgeweken naar West-Europa. Een aanzienlijk aantal had zich in Oostende gevestigd. Zij beschouwden het kapucijnenkerkje als het hunne en schonken in 1865 voor het eikenhouten altaar in de tweede beuk een schilderij van de Poolse schilder Marcin Zaleski (Krakau 1796-1877), met een voorstelling van de Maria-Tenhemelopneming. Dit schilderij is een kopie van het schilderij  "Onbevlekte ontvangenis" (1678) van Murillo, en bevat onderaan het Poolse wapen met de tekst 'Votum Polonorum 1865' (Gelofte van de Polen, 1865). De beeldengroep bovenaan beeldt de H. Franciscus in extase uit, terwijl hij de stigmata van Christus ontvangt.

### Orgel
Bij de ingang van de kerk staat een eenvoudig doksaal met orgel. Dit oude orgel, een "Vanhoutte-orgel", werd in 1940 beschadigd door Duitse schietoefeningen in de kerk en is nooit hersteld. Het oude orgel werd ca. 2001 weggehaald voor restauratie en werd in 2001-2002 vervangen door een orgel in vroege-barokstijl, op ambachtelijke wijze vervaardigd  door Stan Arnauts. De dispositie, de opbouw en de Werckmeister stemming (wel met 440 Hz) sluiten aan bij de 17e-eeuwse traditie van de polyfone noordelijke barokorgels. Dit vervangend orgel staat vooraan in de kerk. Het werd uitgebreid in 2014 met een zelfstandig pedaal met 3 registers.
Onder het doksaal staat een beeld van de gekruisigde Christus. Ernaast staat een eikenhouten Madonnabeeld.

### Overig interieur
De eikenhouten preekstoel staat langs de linkerzijgevel tussen het St.-Antoniusaltaar en het raam met gebrandschilderd glas uit 1869. De zijkanten van de kuip zijn versierd met medaillons. De trap werd later toegevoegd.
De kruisweg aan de rechtergevel dateert uit 1870. De taferelen zijn geschilderd door de Roeselaarse kunstschilder Ferdinand Callebert (1811-1908). Deze veertien kruiswegstaties, die fel geteisterd waren, werden hersteld en geplaatst in lichtere kaders in het begin van 1961.
De gebrandschilderde ramen met als thema "Het Zonnelied van Franciscus" zijn een ontwerp van Joost Caen en werden geïnstalleerd in 2003.

### Buitenzijde
Na de restauratiewerken werd op 29 april 1961 een renaissancebeeldje geplaatst in de open nis langs de buitengevel aan het Mijnplein. Het stelt Onze-Lieve-Vrouw-van-Bijstand, een zittende madonna, voor en is van de hand van de beeldhouwer Paul Dewispelaere uit Moerkerke. Dit beeldje, hersteld in 1961, is een uitvergroting van het Madonnabeeld van Pieter Pepers (1730-1785), dat zich bevindt in Brugge op het "pompke" rechtover de ingang van het Sint-Janshospitaal.

## In de kunst
- Het kerkje is weergegeven op het schilderij Interieur van de Kapucijnenkerk in Oostende door Mécislas De Rakowski (1877-1947) - olieverf op paneel (1924). Dit bevindt zich in het Mu.ZEE te Oostende
- Van 6 september 2015 tot 17 januari 2016 is in het Stadsmuseum Oostende een tentoonstelling gewijd aan de Kapucijnenkerk en aan de kapucijnen, die in 2015 400 jaar geleden de stad kwamen bewonen.[12]